# メディファクラジオ
メディファクラジオは、メディアファクトリーが運営していたインターネットラジオ配信サイト。主にメディアファクトリーがDVDを発売しているアニメ作品に関連する番組を配信しているが、音泉やランティスウェブラジオと同内容の番組も多い。
2010年頃から更新番組は『まりあ†ほりっく 天の妃放送部』のみとなり同番組の終了で更新も終了した。

## 番組一覧
- はぴねす!瑞穂坂学園校内放送
- Giftにじいろホームルーム
- ノエインステーション ネットの向こうの君へ
- モーソーワーク
- ひとひら放送局 麦ラジオ On Air
- プリズムナイト・プリンセス
- スケッチブック ほんわからじお
- げんちょけん おたくならぢを
- 未祐とさくらのAYAKASHI R
- 一騎当千DDR 〜ドラゴンデスティニーラジオ〜
- 獣神RAVE 〜獣神演武RADIO〜
- かのこんラジオ 〜耕太とちずるのゆやよん成長日記〜
- 羽衣と裕佳梨のまかでみ☆RADIO
- ヒャッコ とらのこラジオ
- ゼロの使い魔 on the radio 〜トリステイン魔法学院へようこそ〜
- 一騎当千GGR 〜Great Guardians Radio〜
- パンドララジオ〜アヴィスの使者がやってくる!?〜
- ファントムらじお〜明るい未来計画〜
- タユタマらじお -昼下がりの嫁たち-
- 青い花 〜Sweet Blue Radio〜
- 彩陽・めぐみのささめきらじお
- ラジオ・クイーンズブレイド
- ラジオ イン ザ ヴァンパイア バンド！ ミナと由紀　放課後の理事長室！
- まりあ†ほりっく 天の妃放送部